# Fungistatica
Fungistatica vertegenwoordigen met de fungicide middelen een groep stoffen die de groei van schimmel remmen (fungistatisch effect) en mogelijk de schimmel doden (fungicide effect).  Samen vormen zij de antischimmelmiddelen. Deze stoffen worden onder meer ontwikkeld voor medische toepassing in geval van schimmelinfecties. 
In de afgelopen decennia zijn schimmelinfecties belangrijk toegenomen in frequentie door ontwikkelingen in de medische wetenschap. Vooral het gebruik van (breedspectrum-)antibiotica doen het ontstaan van schimmelgroei toenemen. Ook de succesvolle behandeling van immuunziekten (aids) en kwaadaardige ziekten maken de patiënt kwetsbaarder voor het ontstaan van een schimmelinfectie. Voorbeelden zijn candidiasis, aspergillose (luchtweginfectie of elders), cryptococcose (bij aids) en zygomycose.
Als gevolg hiervan worden nog jaarlijks nieuwe fungicide en fungistatische middelen ontdekt, ontwikkeld en op de markt gebracht voor medische toepassing.